# Raharney
Raharney (iriska: Ráth Fhearna) är en ort i republiken Irland.   Den ligger i grevskapet An Iarmhí och provinsen Leinster, i den centrala delen av landet, 60 km väster om huvudstaden Dublin. Raharney ligger 111 meter över havet och antalet invånare är 227.
Terrängen runt Raharney är huvudsakligen platt. Raharney ligger uppe på en höjd. Runt Raharney är det ganska glesbefolkat, med 27 invånare per kvadratkilometer. Närmaste större samhälle är An Muileann gCearr, 16,8 km väster om Raharney. Trakten runt Raharney består i huvudsak av gräsmarker.